# Bunocephalus
Bunocephalus — рід риб з підродини Aspredininae родини Широкоголові соми ряду сомоподібних. Має 13 видів. Часто тримаються в акваріумах.

## Опис
Загальна довжина представників цього роду коливається від 9 до 15 см. Голова велика, пласка. Вуси доволі короткі. Тулуб масивний. Шкіра ороговіла, вкрита великими горбиками. Спинний плавець піднятий, з короткою основою. Грудні плавці доволі великі. Хвіст тонкий. Хвостовий плавець добре розвинений.
Забарвлення має маскувальний характер, відповідний до кольору дна. Зазвичай сірого, коричневого та чорного кольору з різними відтінками.

## Спосіб життя
Зустрічаються переважно в лісових струмках в серед корчів. Також можна знайти в озерах і ставках. Воліють піщане дно, куди самиця відкладає ікру, за якою доглядає, самець вентилює її плавними рухами усього тіла. Відсутня постійна необхідність зариватися в ґрунт. Найчастіше вони денний час відсиджуються під корчами або камінням. Доволі хижі, ненажерливі риби, атакують із засідки. Живляться наземними і водними безхребетними, органічними залишками, детритом.
Під час нересту самці створюють гнізда, куди відкладається ікра. Більшість видів охороняє її протягом усього інкубаційного періоду. Лише вид Bunocephalus coracoideus нереститься в неглибоких ямах на дні річки.

## Розповсюдження
Мешкають в басейні річок Амазонка, Магдалена, Оріноко, Парагвай, Парана, Сан-Франсиско. Також присутні на захід від Анд — у річках Патіа, Атрато, Сан-Хуан.

## Акваріум
Оптимальні акваріуми заввишки від 30-35 см і завдовжки 80-100 см. На дно насипають суміш з дрібного і середнього піску темних тонів. Зверху укладають опале листя і тонкі гілочки. Як укриття поміщають кілька корчів. Уздовж задньої стінки можна посадити рослини. Тримають цих сомів групою. Сусідами можуть бути будь-які мирні риби середніх і верхніх шарів — тетри, клінобрюшки, корідораси і аспідораси. Їдять живі заморожені корми, а також замінники — фарш з морепродуктів. Але не вживають сухий корм. Температура утримання повинна становити 22-26 °C.

## Види
- Bunocephalus aleuropsis
- Bunocephalus aloikae
- Bunocephalus amaurus
- Bunocephalus chamaizelus
- Bunocephalus colombianus
- Bunocephalus coracoideus
- Bunocephalus doriae
- Bunocephalus erondinae
- Bunocephalus hartti
- Bunocephalus knerii
- Bunocephalus larai
- Bunocephalus minerim
- Bunocephalus verrucosus